# Dapper Dan
Daniel Day (Harlem, 8 de agosto de 1944), mais conhecido como Daniel Day, é um estilista norte-americano. Sua loja influente, a Dapper Dan's Boutique, operou de 1982 a 1992 e está associada à introdução de moda de alta cultura do mundo de hip hop, com seus clientes ao longo dos anos, incluindo Eric B. & Rakim. Em 2020, apareceu na lista de 100 pessoas mais influentes do ano pela Time.